# Исаков, Константин Александрович
Константин Александрович Исаков (30 апреля 1967, Магнитогорск, Челябинская область — 21 августа 2020, Сочи, Краснодарский край) — советский и российский хоккеист, защитник. Мастер спорта. Хоккейный функционер.

## Биография
Начинал играть в магнитогорских детско-юношеских командах Магнитогорска «50-й квартал» (тренер Михаил Кириллович Сулима) и «Металлург» (тренеры Анатолий Васильевич Спивак, Юрий Моисеев).
В сезонах 1983/84 — 1984/85, 1986/87 играл за команду второй лиги «Металлург» Магнитогорск. В сезоне 1985/86 выступал за молодёжную команду ЦСКА. Пять сезонов отыграл в чемпионате за «Трактор» Челябинск. В сезонах 1992/93 — 1994/95 играл за «Металлург» в МХЛ.
Затем выступал в Швеции за команды «Буден» (1995/96), «Улуфстрём» (1996/97 — 1997/98), «Мёррум» (1998/99),
«Судрет» (2000/01), «Валлентуна» (2001/02 — 2002/03).
Выступал за олимпийскую сборную СССР.
Работал в Швеции управляющим магазином и тренером молодёжных команд, вернулся в Россию 23 года спустя.
В сезоне 2018/19 — начальник команды в «Тракторе». В 2020 году — главный администратор ХК «Сочи».
Скончался 21 августа 2020 в возрасте 53 лет от последствий коронавируса.